# Whitney Múzeum
A Whitney Múzeum (hivatalos nevén Whitney Museum of American Art, vagy egyszerűen a Whitney) a modern, ill. a kortárs amerikai művészetre fókuszáló múzeum New Yorkban. Az 1930-ban alapított intézmény a 20. századi és kortárs amerikai művészet legteljesebb bemutatásának tekinthető. Alapítója és névadója Gertrude Vanderbilt Whitney (1875–1942) kiemelkedő amerikai társasági személyiség, szobrász és művészetpártoló volt. Állandó gyűjteménye a 19. századvégtől napjainkig terjed, több mint 25 000 műalkotásból, festmények, szobrok, rajzok, nyomatok, filmek, videók és az új médiákon született alkotásokból áll, melyek több mint 3500 művésztől származnak.
A Whitney 2023-ban a világ 88. leglátogatottabb múzeuma volt és az USA 13. leglátogatottabb múzeumának számított.

## Története

### Kezdeti évek

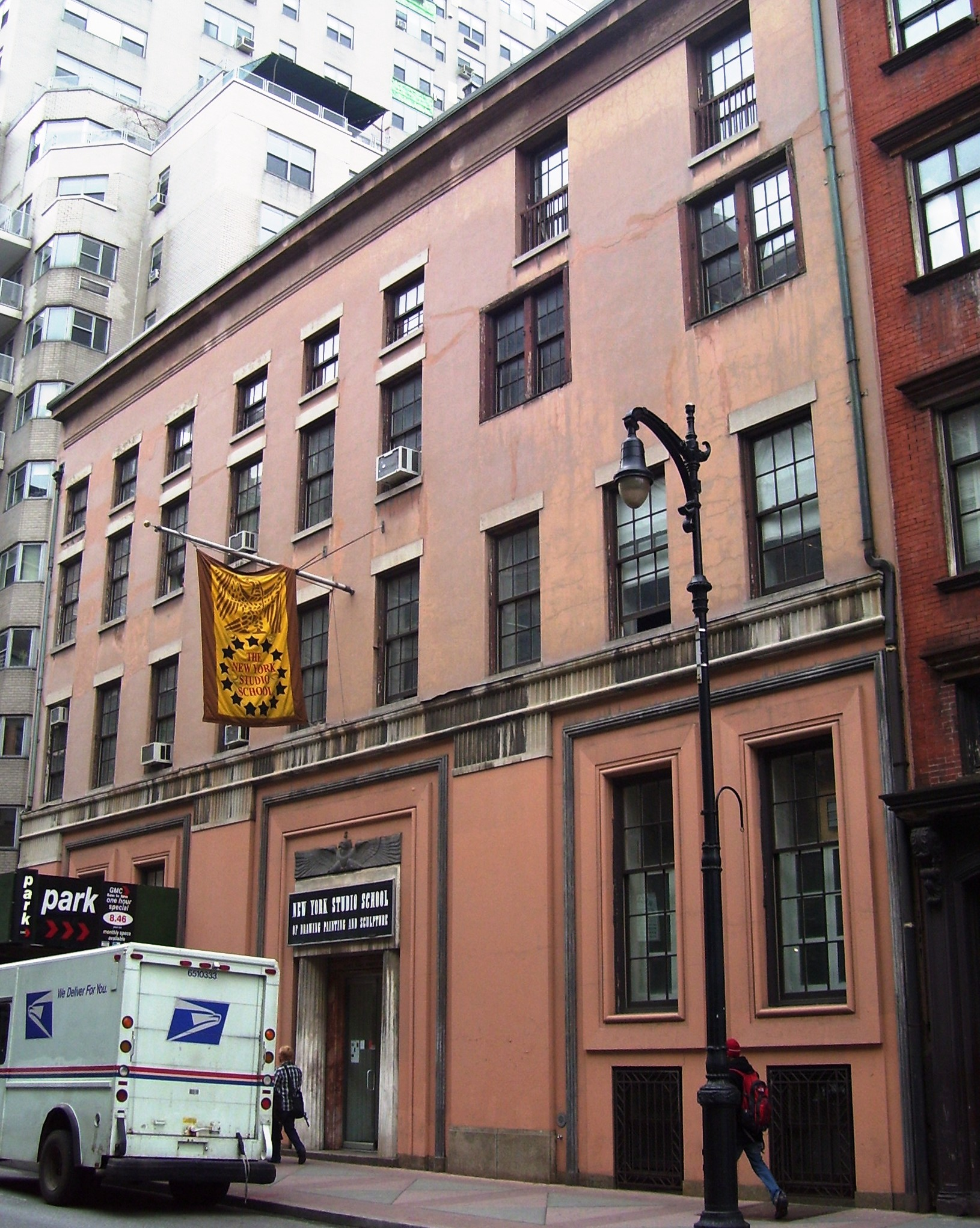
A múzeum első otthona Greenwich Village-ben, nyugati 8. utca 8-12 címen 2011-ben

A múzeum alapítója és névadója, Gertrude Vanderbilt Whitney 1905-től építette ki gyűjteményét és tette némiképp ismertté a Whitney Studio és Whitney Studio Clubon keresztül, mely számára 1914 és 1928 között biztosított kiállítási helyet Manhattanben az amerikai avant garde, ill. a még ismeretlen amerikai művészek bemutatására. Az amerikai radikális művészeket helyezte előtérbe, például az Ashcan School tagjait, többek között John French Sloan, George Luks, és Everett Shinn, Edward Hopper, Stuart Davis, Charles Demuth, Charles Sheeler, Max Weber művei bemutatásával. Gertrude Vanderbilt Whitney gyűjteménye, melyet asszisztense, Juliana R. Force segítségével válogatott össze, már 700 műalkotásból állt, amikor 1929-ben 500 alkotást ajándékozott volna a Metropolitan Művészeti Múzeumnak, viszont a múzeum nem tartott rá igényt. Ez a tény, valamint az európai modern művészetre fókuszáló Modern Művészeti Múzeum ugyanabban az évben, 1929-ben történt megnyitása ösztönözte a saját múzeumának létrehozására.
1930-ban alapították meg a Whitney Múzeumot, ekkor Noel L. Miller építész Greenwich Village-ben három sorházat épített egybe, hogy a múzeumnak otthont adjon. Az új múzeum 1931-ben nyitotta meg kapuit. Első igazgatójává Juliana R. Force-t, korábbi asszisztensét nevezte ki, az ő irányításával bővítette a múzeum a kortárs amerikai alkotásokra fókuszálva gyűjteményét.  
1954-ben a Whitney új helyre költözött, a nyugati 54. utcába, közvetlenül a Modern Művészeti Múzeum mellé. A szerencsés közelség tette lehetővé, hogy 1958. április 15-én a MoMA-ban kitört tűz során a Whitney Múzeumba menekítették át a gyűjteményüknek nagyrészét.

### Breuer-épület

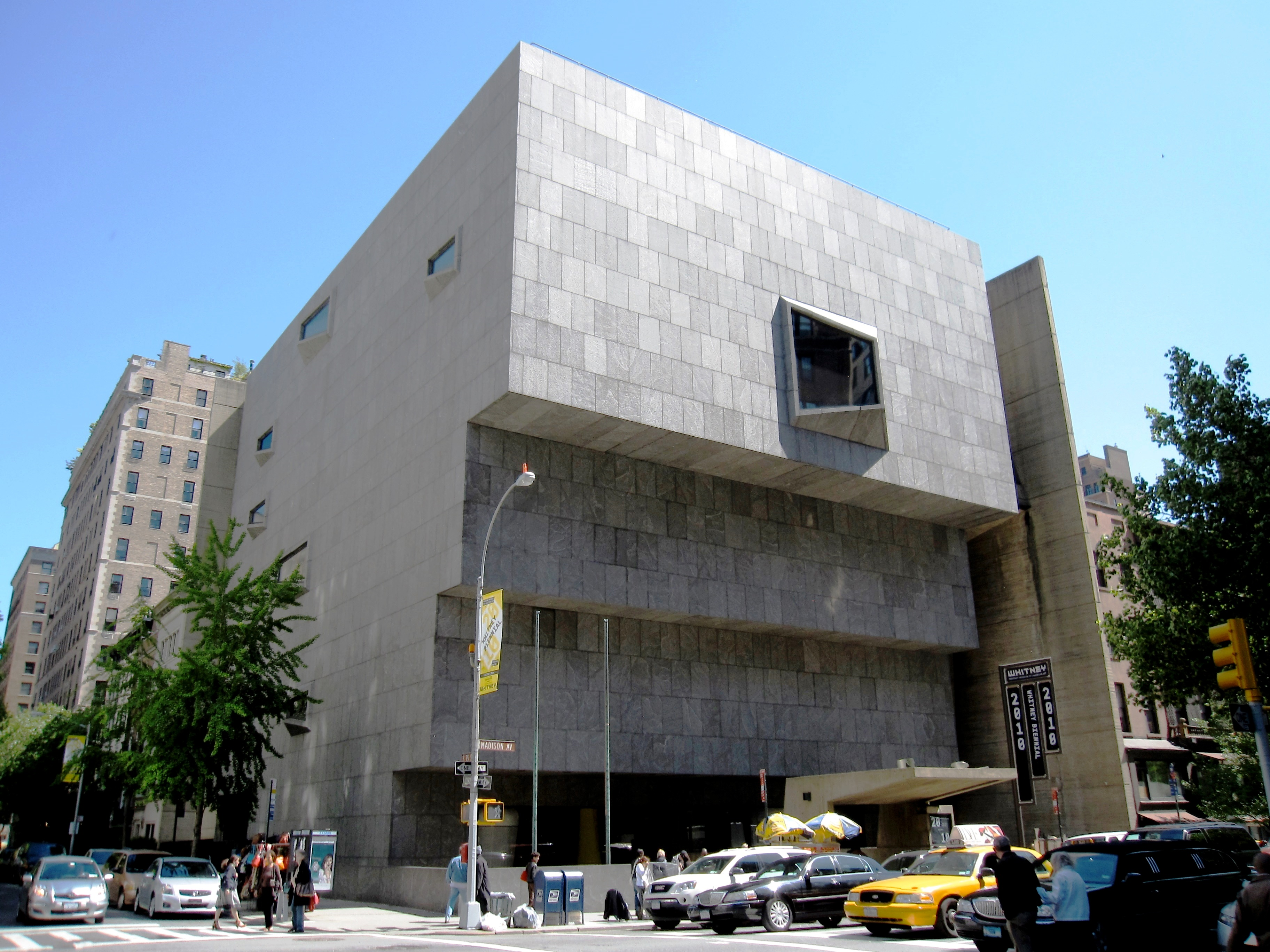
A múzeum Breuer Marcell tervezte korábbi épülete (1966-2014) a 945 Madison Avenue címen 2010-ben

1961-től kezdtek a Whitney Múzeum számára egy megfelelőbb helyszínt találni, Manhattan észak-keleti részén, az Upper East Side-on, a Madison Avenue és a 75. utca sarkán egy kicsi és méregdrága telket szereztek meg számára. A terv és a kivitelezés 1963 és 1966 között valósult meg, a brutalista stílusú épület tervezője a Bauhaus neves építésze, a magyar származású Breuer Marcell és Hamilton P. Smith volt.
Ezt a forgalmas utcában, a házak közé beszorított épületet Breuer nem közvetlenül a járda mellett emelte, hanem emeletnyi mélységben udvart létesített, ahol szobrokat helyeztek el, erre a szoborkertre le lehetett látni az utcáról is. A látogató egy zárt folyosón a szoborkert fölött juthatott beljebb az épületbe. A telek nem a járda szintjén, hanem fölfelé lett kihasználva, úgy hogy az épület első, második emelete egy-egy fokozattal kifelé ugrik, s egészen az utca vonaláig jön előre, felülről védte esőtől, hőtől a szobrokat. Az emeleti részeken sajátos ablakok nyílnak, nem négyzet vagy téglalap, hanem kevésbé szabályos négyszög alakúak, ezek pereme a fal síkjából kiugrik, az épület fekvését is figyelembe véve, a legoptimálisabb szögben engedik be a fényt. A szobányi méretű liftekkel ellátott épületet tudatosan úgy alakították ki, hogy a falak nyersbeton felületén jól látható a zsaluzás nyoma.
A Whitney újításai közé tartozott, hogy kiállítási anyagát a múzeum falain kívül is bemutatta. 1967-ben egy társ kiállító helyet nyitott Art Resources Center néven a Lower East Side-on, 1973 és 1983 között egy részlege az East River közelében levő egyik felhőkarcolóban volt, melyet a tulajdonos ingatlanbefektető, Harold Uris jelképes összegért, évi 1$-ért adott a múzeumnak, a Philip Morris International a Park Avenue-n levő székházukban biztosított helyet számukra, az IBM az irodaházában és az Equitable biztosítótársaság is. A műalkotásokat a különböző helyszíneken rotációs formában mutatták be, ugyanakkor mindegyik múzeumnak külön igazgatója volt egészen 2008-ig, amikor megszűntették ezt a formát.
Az intézmény évtizedeken át folyamatos helyszűkében működött, 1978-tól több terv is született a főépület megnagyobbítására, toronyházzá történő átépítésre, de végül mindegyik terv elbukott.

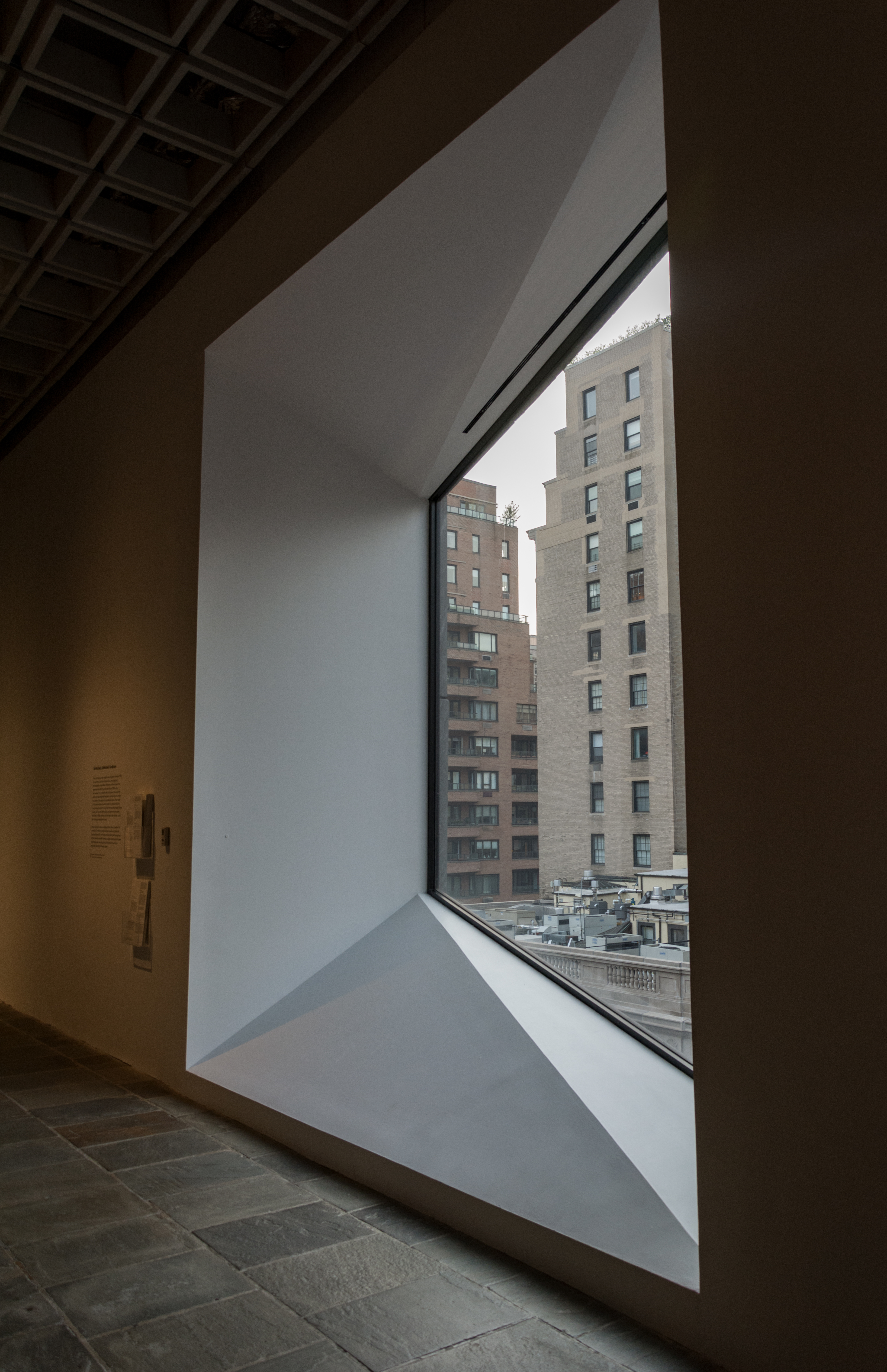
Az egyik szabálytalan négyszög alakú ablaka
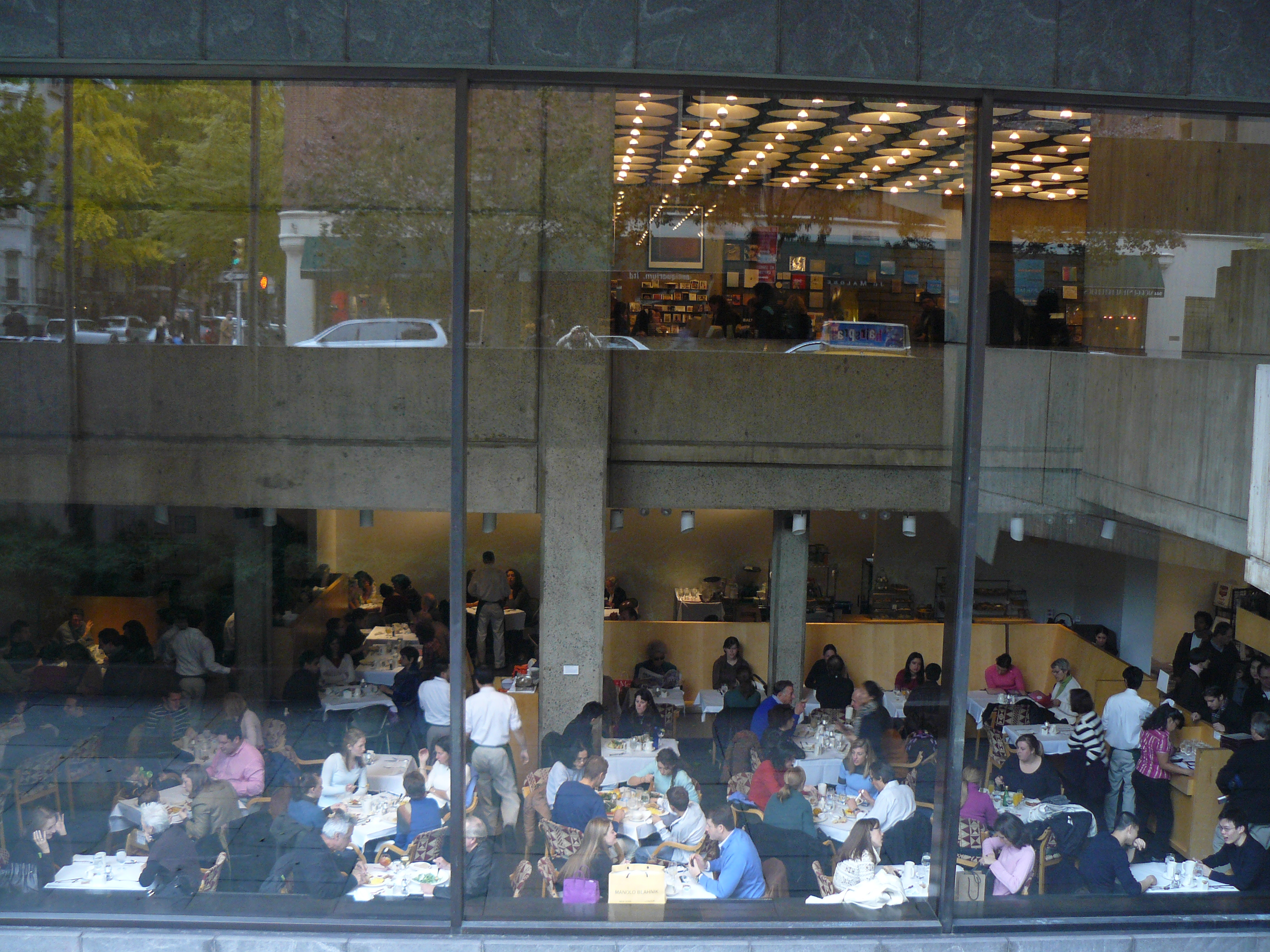
A múzeum belső tere 2007-ben
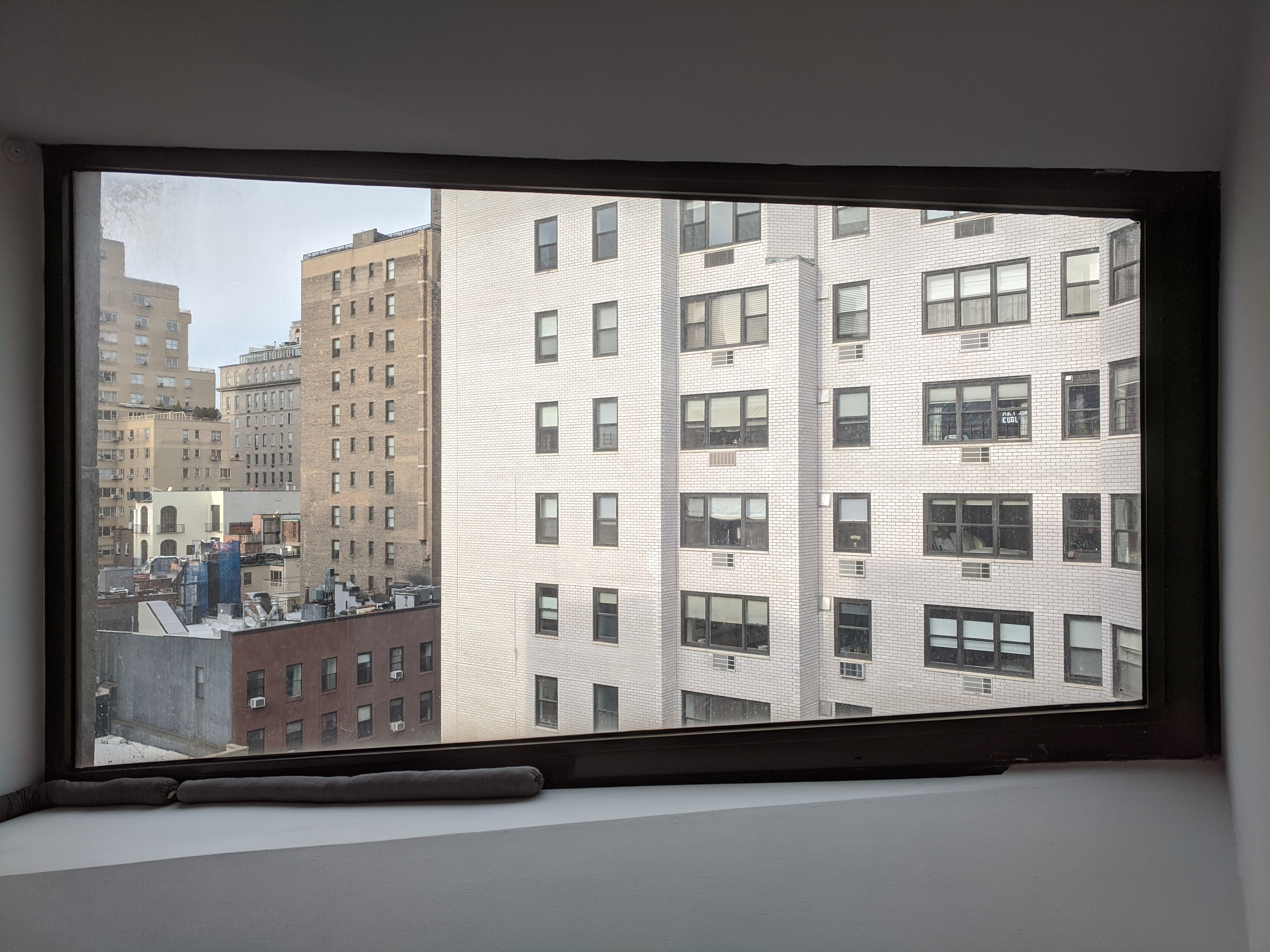
Ablak az ötödik szintjén
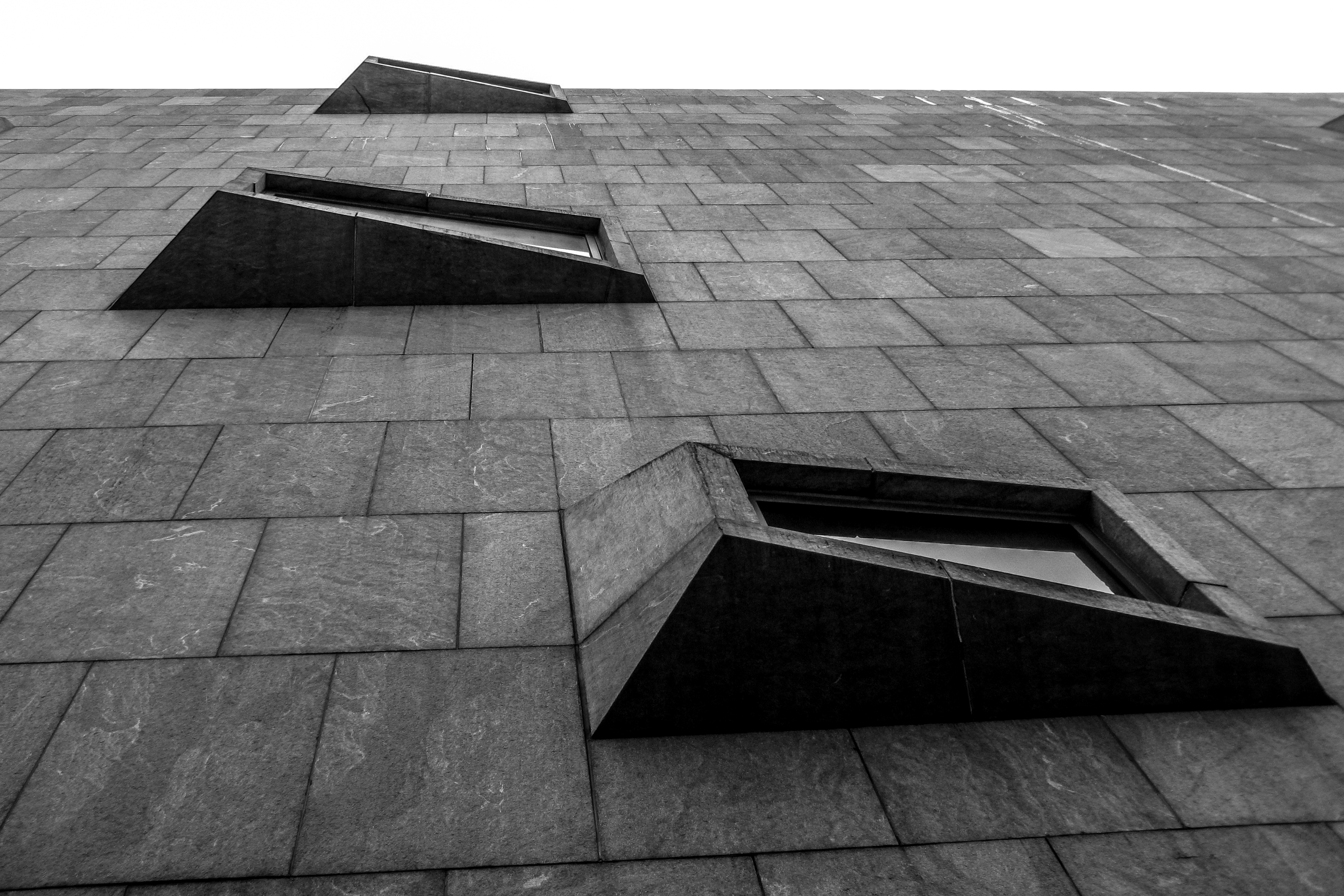
Az ablakok az utcaszintről nézve

### 21. század
A Whitney 80 éves fennállása után harmadszor is egy új múzeumépület kialakításába fogott, tervezője Renzo Piano olasz építész volt. Az új helyszín Greenwich Village nyugati részén, Manhattan magasított parkja, a High Line déli csücskénél, a Hudson River Park tőszomszédságában lett egy korábban városi tulajdonban levő telken. A 2010-ben elindított építkezés 2015-re fejeződött be, a költségek 422 millió dollárt tettek ki.
Az új épületkomplexummal szemben követelményként fogalmazódott meg, hogy közösségi térként is funkcionáljon, a helyiek, a városba látogatók számára találkozási pontként szolgáljon. A nyolcszintes épületben 19 000 m2 kiállítási tér van, oktatási központ, színház- és moziterem, könyvtár olvasótermekkel és szabadtéri kiállító tér is tartozik a Whitney-hez. Az állandó kiállítások az épület két szintjét foglalják el. Az ötödiktől a nyolcadik szintekig az épületkomplexum keleti oldalából kilátóteraszok nyúlnak a High Line fölé, ezeket nyitott lépcsősorok kötik össze, a nyugati oldal kilátást nyújt a Hudson folyóra.

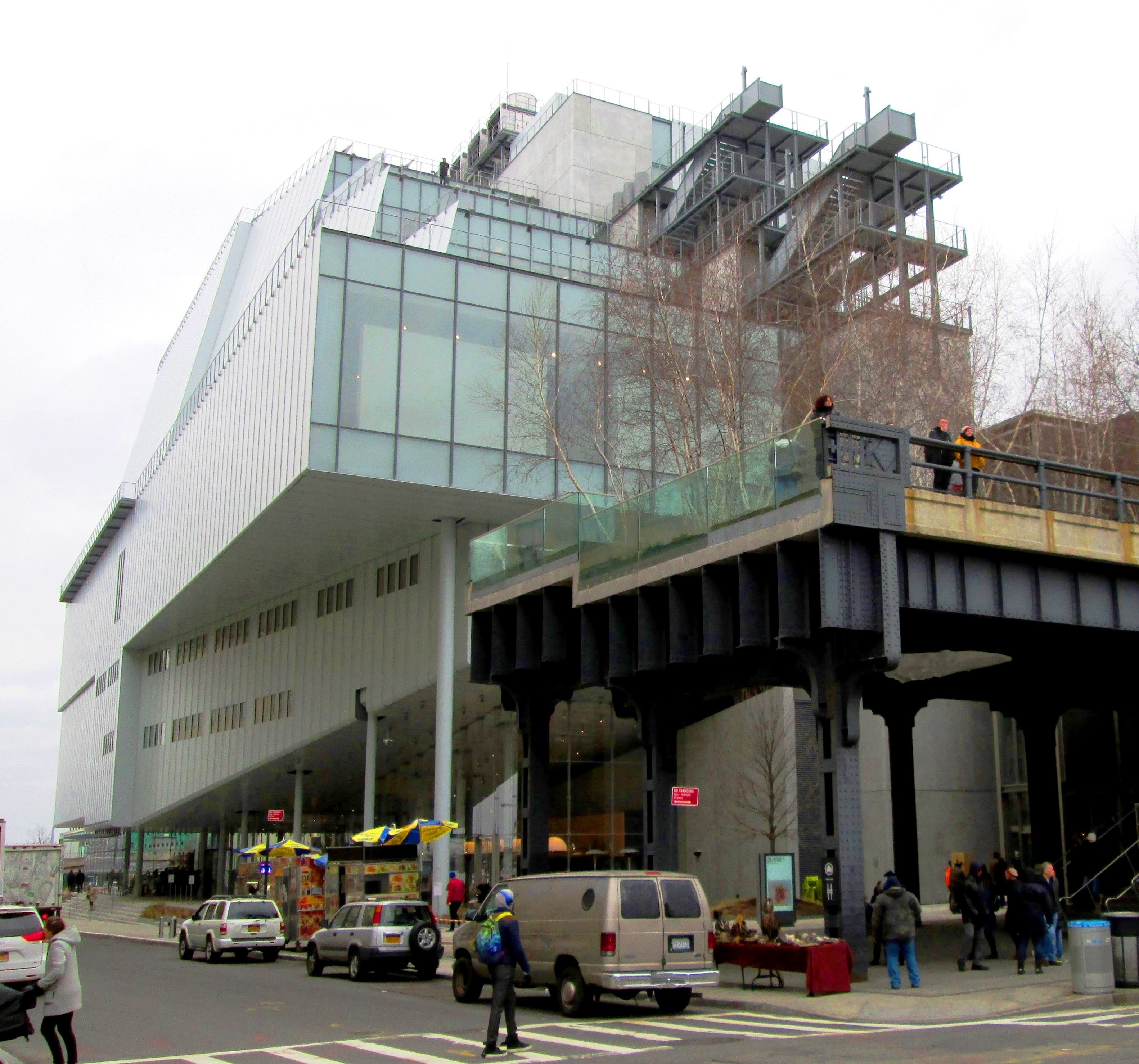
A jelenlegi múzeumépület egyúttal a High Line Park déli vége is (2016)
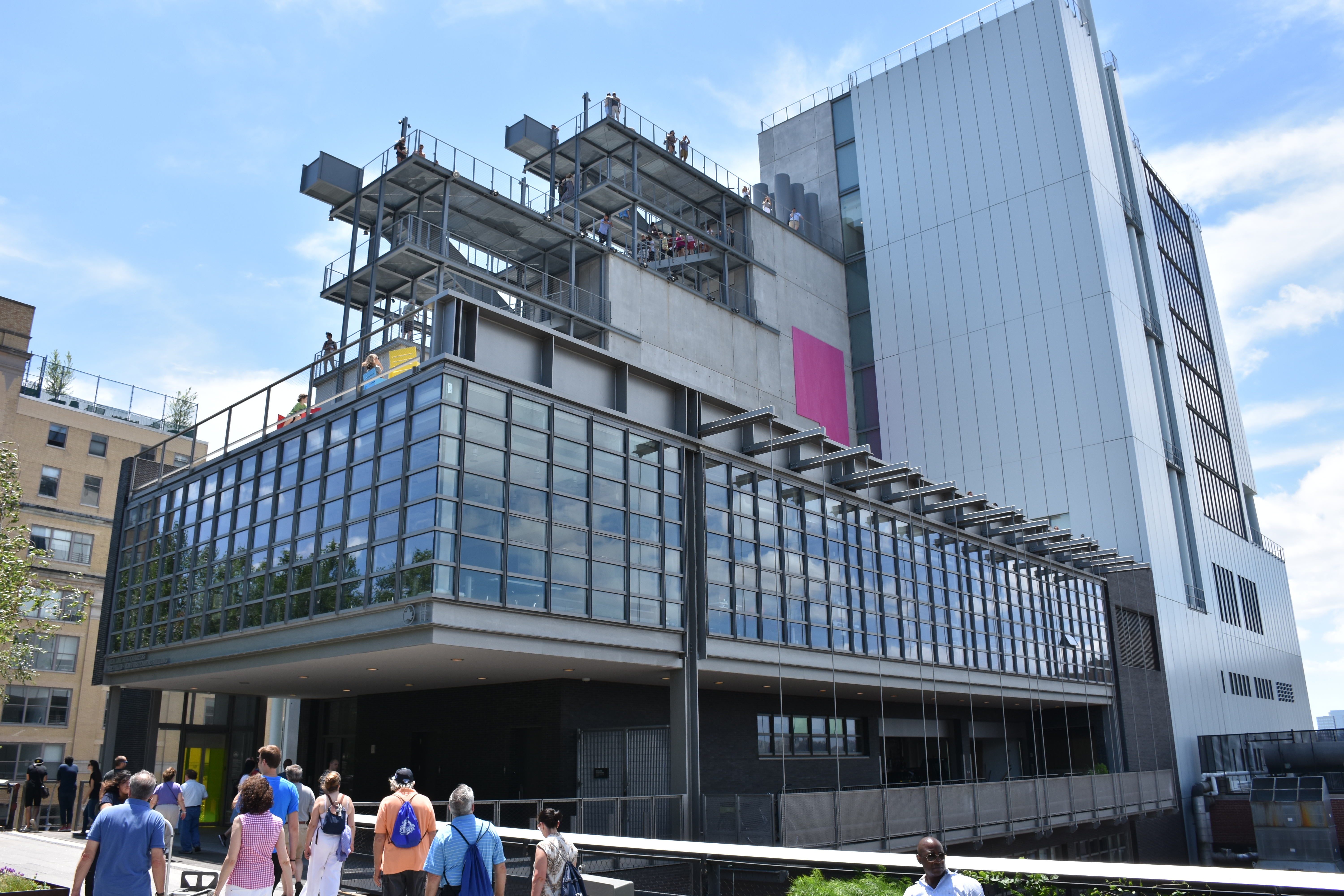
Az új múzeumi otthon, a Renzo Piano által tervezett épület 2015-ben
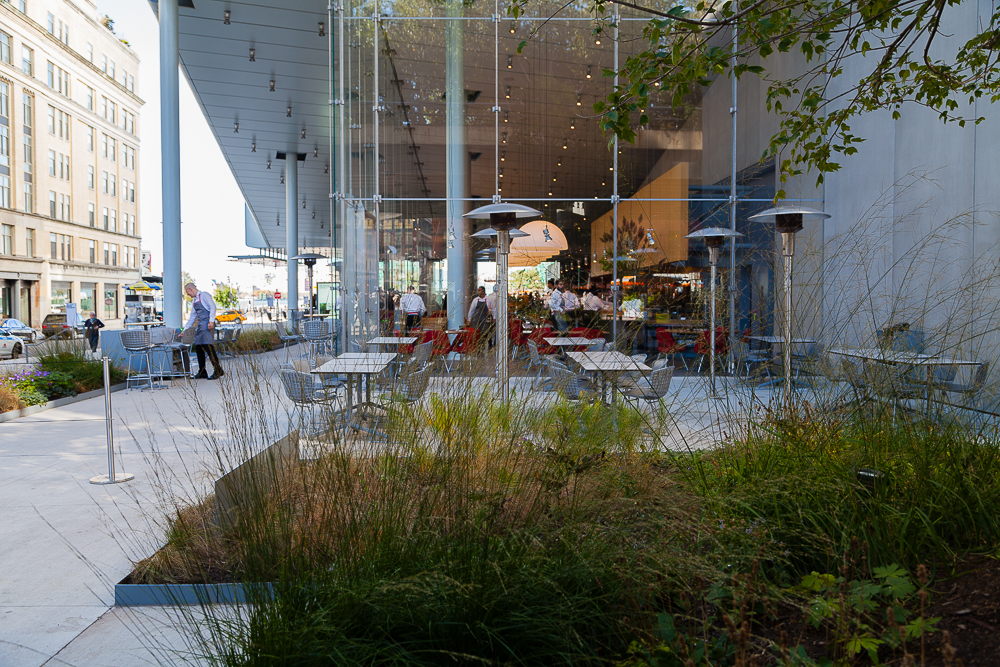
Kávézó a múzeumépület oldalában 2015-ben

## Biennálé
Az 1973 óta a jelenlegi formájában kétévente megrendezett Whitney Biennálé  koncepciója szerint átfogó képet próbál adni a kortárs amerikai képzőművészet aktuális állapotáról. A biennálét általában az Egyesült Államok kortárs művészetének legfontosabb és leghosszabb ideje futó bemutatkozásának tartják.

## Gyűjteménye

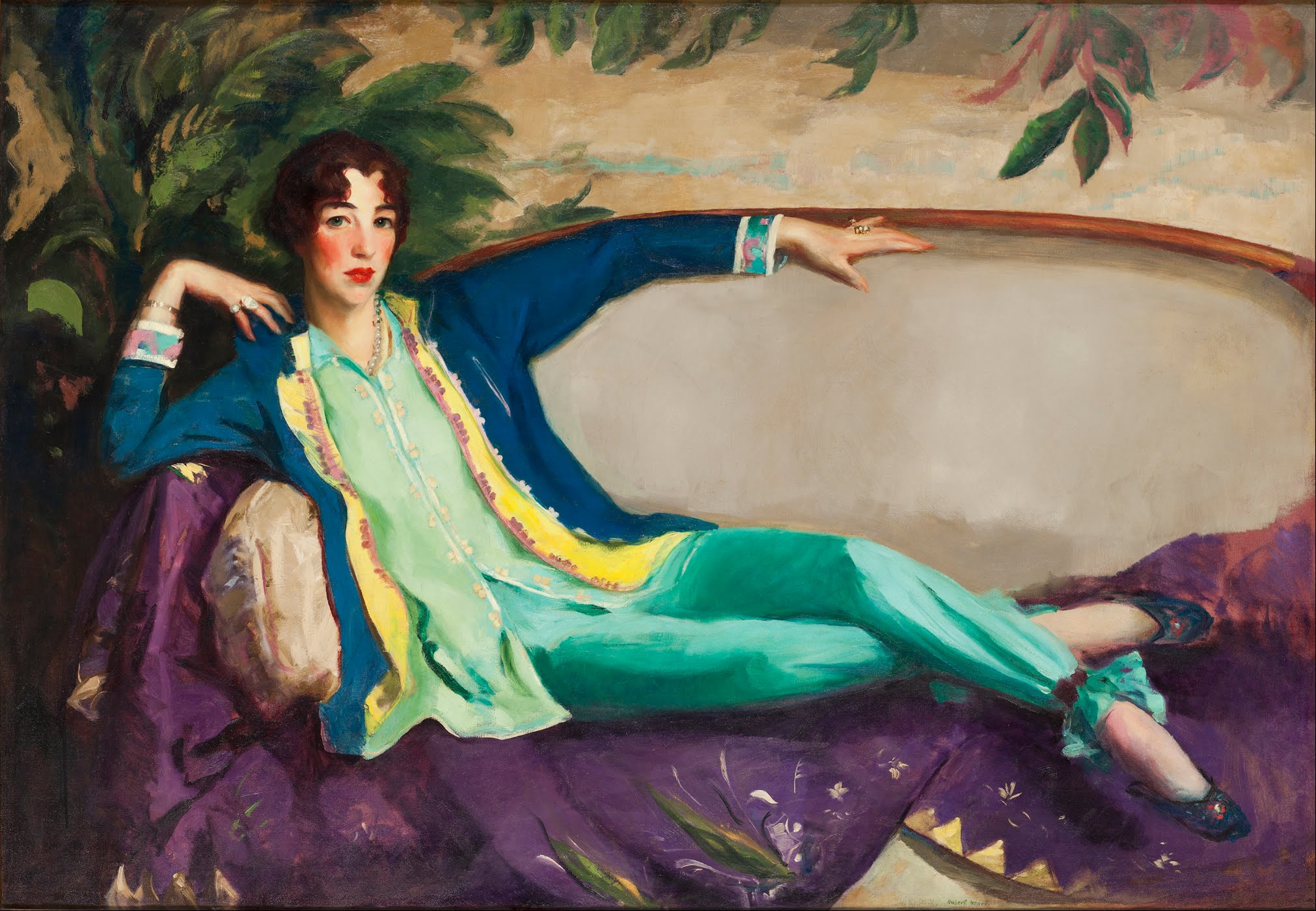
Gertrude Vanderbilt Whitney-nek, a múzeum alapítójának a portréja, Robert Henri alkotása (1916)

A múzeum gyűjteményében festmények, rajzok, nyomatok, szobrok, installációk, videók és fényképek szerepelnek. A kezdeti hatszáz műtárgy száma az 1954-ben megépült második épületben már 1300-ra nőtt, majd a Breuer-épület megnyitása után, a Madison Avenue-re költözve megközelítőleg 2000 volt. 1991 óta gyűjt fényképeket is. 2020-as adatok szerint a gyűjtemény 25 000-nél is több műtárgyat őriz vagy 3500 művésztől. Az alkotók széles körébe tartoznak többek között: Josef Albers, Joe Andoe, Edmund Archer, Donald Baechler, Thomas Hart Benton, Lucile Blanch, Jonathan Borofsky, Louise Bourgeois, Frank Bowling, Sonia Gordon Brown, Charles Burchfield, Alexander Calder, Suzanne Caporael, Norman Carton, Carolina Caycedo, Ching Ho Cheng, Talia Chetrit, Ann Craven, Anna Craycroft, Dan Christensen, Greg Colson, Susan Crocker, Ronald Davis, Mira Dancy, Lindsey Decker, Martha Diamond, Richard Diebenkorn, Daniella Dooling, Arthur Dove, Loretta Dunkelman, William Eggleston, Helen Frankenthaler, Georgia O'Keeffe, Arshile Gorky, Keith Haring, Grace Hartigan, Marsden Hartley, Robert Henri, Carmen Herrera, Eva Hesse, Hans Hofmann, Edward Hopper, Jasper Johns, Corita Kent, Franz Kline, Terence Koh, Willem de Kooning, Lee Krasner, Ronnie Landfield, Roy Lichtenstein, John Marin, Knox Martin, Robert Motherwell, Bruce Nauman, Louise Nevelson, Barnett Newman, Kenneth Noland, Jackson Pollock, Larry Poons, Maurice Prendergast, Kenneth Price, Robert Rauschenberg, Man Ray, Mark Rothko, Morgan Russell, Albert Pinkham Ryder, Cindy Sherman, John Sloan, Frank Stella, Andy Warhol.
A Whitney művészeti koncepciója szerint élő művészek alkotásait nem adják el, mivel negatívan hathatna az alkotó életpályájára, viszont műkereskedőként ugyanannak a művésznek más alkotását elfogadja. Adományokkal is gazdagodik a gyűjteménye. Emily Fisher Landau műgyűjtő, aki a Whitney vezető testületének is tagja volt, 2010-ben közel 80 millió dollár értékű, csaknem 400 tételt ajándékozott a Whitney-nek.

## Könyvtára
A Whitney külön hangsúlyt fektet a modern és kortárs amerikai művészethez kapcsolódó történelmi dokumentumok archívumainak fenntartására, köztük az Edward és Josephine Hopper  gyűjteményre, a Sanborn Hopper Archívumra és az Arshile Gorkij gyűjteményre. A kutatási céllal működő könyvtára, a Frances Mulhall Achilles Library eredetileg Gertrude Vanderbilt Whitney-nek és a múzeum első igazgatójának, Juliana Force-nak a könyv- és sajtógyűjteményéből indult, Chelsea nyugati részén található.